# كريستيان فان لينيب
كريستيان فان لينيب (بالهولندية: Christiaan van Lennep) مواليد 03 يناير 1887 في هيلفرسوم - الوفاة 05 ديسمبر 1955 في سويسرا، كان لاعب كرة مضرب هولندي وكان يلعب باليد اليمنى، اعتزل اللعب في 1930. سبق أن شارك في دورة الألعاب الأولمبية الصيفية.

## روابط خارجية
- كريستيان فان لينيب على موقع رابطة محترفي التنس (الإنجليزية)
- كريستيان فان لينيب على موقع الاتحاد الدولي لكرة المضرب (الإنجليزية)
- كريستيان فان لينيب على موقع كأس ديفيز (الإنجليزية)
- كريستيان فان لينيب على موقع أرشيف التنس.كوم (الإنجليزية)
- كريستيان فان لينيب على موقع خلاصة التنس.كوم (الإنجليزية)
- كريستيان فان لينيب على موقع اللجنة الأولمبية الدولية (الإنجليزية)
- كريستيان فان لينيب على موقع أوليمبيديا (الإنجليزية)